# Dupont et Pondu
Vous pouvez aider à l'améliorer ou bien discuter des problèmes sur sa page de discussion.
- Il n'est pas vérifiable et peut contenir des informations totalement erronées. Il est fortement conseillé aux contributeurs d'étayer son contenu par des sources fiables. Sans cela, sa suppression pourrait être envisagée. (si vous venez d'apposer le bandeau, veuillez cliquer sur ce lien pour créer la discussion et en afficher les indications). (Marqué depuis mai 2025)
- Il peut contenir un travail inédit ou des déclarations non vérifiées. Vous pouvez l’améliorer en ajoutant des références. (Marqué depuis mai 2025)

- Archive Wikiwix
- Bing
- Cairn
- DuckDuckGo
- E. Universalis
- Gallica
- Google
- G. Books
- G. News
- G. Scholar
- Persée
- Qwant
- (zh) Baidu
- (ru) Yandex
- (wd) trouver des œuvres sur Wikidata

Vous pouvez aider à l'améliorer ou bien discuter des problèmes sur sa page de discussion.
- Il ne cite pas suffisamment ses sources. Vous pouvez indiquer les passages à sourcer avec {{référence nécessaire}} ou {{Référence souhaitée}}, et inclure les références utiles en les liant aux notes de bas de page. (Marqué depuis février 2018)
- Son texte doit être wikifié : il ne correspond pas à la mise en forme Wikipédia (style, typographie, liens internes, liens entre les wikis, etc.). (Marqué depuis mai 2025)

- Archive Wikiwix
- Bing
- Cairn
- DuckDuckGo
- E. Universalis
- Gallica
- Google
- G. Books
- G. News
- G. Scholar
- Persée
- Qwant
- (zh) Baidu
- (ru) Yandex
- (wd) trouver des œuvres sur Wikidata

Dupont et Pondu est un duo de chanteurs et humoristes français, populaire dans les années 1960.
Il était composé de Jean-Louis Winkopp (alias Jean-Louis Walmond) et Olivier Chasseloup.

## Discographie

### Super 45 tours
- 1963 : Eve a bien raison (J.L. Walmond) - Barcarolle pour un plombier (J.L. Walmond - O. Chasseloup) - Tanguina (J.L. Walmond - O. Chasseloup) - Les rois du dimanche matin (J.L. Walmond) - Disques Festival (FX 45 1319)
- 1963 : Voilà l’dégel (Michel Jourdan - Loulou Gasté) - A la fenêtre (J.L. Walmond) - Petite Marguerite (J.L. Walmond) - La grand' amour (J.L. Walmond) - Disques Festival (FX 45 1335)
- 1964 : La troisième (J.L. Walmond) - Porto Marino (J.L. Walmond) - Reviens dans ma cuisine (J.L. Walmond - O. Chasselou) - Dupont twist (O. Chasselou) - Orchestre André Livernaux - Disques Festival (FX 45 1374)
- 1964 : Ne vous dérangez pas (J.L. Walmond - O. Chasseloup) - Les séducteurs (J.L. Walmond - O. Chasseloup) - Pour ton Noël (J.L. Walmond) - Viens sur ma péniche (J.L. Walmond - O. Chasseloup) - Orchestre André Livernaux - Disques Festival (FX 45 1406)
- 1965 : Viens dans mon H.L.M. (J.L. Walmond - O. Chasseloup) - Je m’appelle Dupont (J.L. Walmond - O. Chasseloup) - Ne nous énervons pas (J.L. Walmond) - C’est la kermesse (Étienne Lorin - P. Massenhove) - Orchestre André Livernaux - Disques Festival (FX 45 1446)
- 1966 : Juanita Banana (Tash Howard - Murray Kenton - Maurice Tézé) - Nous les barbouzes (J.L. Walmond) - Dans l’île (J.L. Walmond - O. Chasseloup) - Les à peu près (J.L. Walmond) - Orchestre Alain Goraguer - Disques Festival (FX 45 1488)
- 1967 : Chauffe Marcel (J.L. Walmond – O. Chasseloup) - Le professeur qu’on nous a donné (J.L. Walmond - O. Chasseloup) - J’voudrais être un beatnik (J.L. Walmond - O. Chasseloup) - Alleluia (Jean Ferrat) - Orchestre Alain Goraguer - Disques Festival (FX 45 1515)

### 45 tours simples
- 1963 : Voilà l' dégel (Michel Jourdan - Loulou Gasté) - Petite Marguerite (J.L. Walmond) (tirage promo juke box) - Disques Festival (DN 451)
- 1963 : A la fenêtre (J.L. Walmond) - La grand' amour (J.L. Walmond) - (tirage promo juke box) - Disques Festival (DN 495)
- 1964 : Reviens dans ma cuisine (J.L. Walmond - O. Chasselou) - Dupont twist (O. Chasselou) - Orchestre André Livernaux (tirage promo juke box) - Disques Festival (DN 564)
- 1964 : La troisième (J.L. Walmond) - Porto Marino (J.L. Walmond) -  Orchestre André Livernaux (tirage promo juke box) - Disques Festival (DN 565)
- 1966 : Dans l’île (J.L. Walmond - O. Chasseloup) - Les à peu près (J.L. Walmond) - Orchestre Alain Goraguer (tirage promo juke box) - Disques Festival (DN 719)
- 1969 : Opération point noir-point blanc 1969 Mazda (disque souple publicitaire d'une face pour  Mazda - Productions lampe Mazda (MPP 2122)
- 1972 : La ronde des maris (J.L. Walmond) - Le canal Saint-Martin (J.L. Walmond) (tirage promo juke box) - Unidisc (11.029)

### 33 tours
- 1972 : Mangez des radis (J-L. Walmond - O. Chasseloup) - Il faut bien qu’elle passe (J-L. Walmond) - Le monde est fou (Serge Lefort - J-L. Walmond - O. Chasseloup) - Les cow-boys (J-L. Walmond) - Le professeur qu'on nous a donné (J-L. Walmond - O. Chasseloup) - La tour des miracles (J-L. Walmond - O. Chasseloup) - Les requins dans la baignoire (O. Chasseloup - J-L. Walmond) - Crois-tu qu'on s'ra heureux ? (J-L. Walmond)  - Docteur Freud (J-L. Walmond - O. Chasseloup) - La ronde des maris (J-L. Walmond) - Le canal Saint-Martin (J-L. Walmond) - Olé Conchita (J-L. Walmond - O. Chasseloup) - Orchestre François Rauber - Unidisc (UD 30 1219)

## Jean-Louis Winkopp (alias Jean-Louis Walmond) en solo
Avant de créer ce duo, Jean-Louis Winkopp (né en 1931) a commencé en solo comme auteur-compositeur-interprète et a enregistré quatre disques (en adoptant à partir du deuxième le pseudonyme de Jean-Louis Walmond) :
- 1955 : La malmariée (Pauvre Adèle) (Jean-Louis Winkopp) - Les chevaux de bois (Jean-Louis Winkopp) - Mistral (MIS 702)
- 1959 : Jean-Louis Walmond chante Louise de Vilmorin :  Les rimes du cœur (J-L. Walmond - L. de Vilmorin) - Le corset (J-L. Walmond - L. de Vilmorin) - La fête publique (J-L. Walmond - L. de Vilmorin) - La maison des enfants (J-L. Walmond - L. de Vilmorin) - Orchestre Jacques Brienne - Ricordi (45 S 036)
- 1961 : Wendy (Jean-Louis Walmond) - Le temps des roses (Jean-Louis Walmond) - La petite boutique en face l’école (Jean-Louis Walmond) - Madame Chrysanthème (Jean-Louis Walmond) - Orchestre Jean Leccia - Ricordi (45 S 139)
- 1962 : La tendre musique (Jean-Louis Walmond) - Quand je serai grand (Jean-Louis Walmond) - Pantalons rouges et plumets blancs (Jean-Louis Walmond) - La vie est belle (Jean-Louis Walmond) - Orchestre Jean Leccia - Ricordi (45 S 212)

Il a également joué dans un film en 1961, Tire-au-flanc 62 de François Truffaut et Claude de Givray avec Ricet Barrier et Jacques Balutin.
En 1984, il a enregistré un 33 tours de chansons pour enfants, Dessine-moi une guitare, sous le nom de Jean-Louis Winkopp (en collaboration avec Pierre Bluteau et Bruno Letort).
Il poursuit son activité de parolier en écrivant notamment les textes de certaines chansons de Jean Humenry.

## Chansons de Jean-Louis Winkopp interprétées par d'autres artistes
- 1959 : Wendy par Marcel Amont - Paroles et musique : Jean-Louis Winkopp - Orchestre Claude Romat - Polydor (20 867)
- 1963 : Rendez-vous à Montaigu : Paroles Jean-Louis Winkopp - Musique Francis Huger - Unidisc (ACA 459)
- 1974 : Pour toi Maman (Fripounet 1) - par Bino et Claudine Régnier - Paroles : Jean-Louis Winkopp - Musique : Guy Boulanger - Orchestre Bernard Gérard - Unidisc (EX 45 558)
- 1974 : Le temps des vacances (Fripounet 2) - par Bino et les gosses d'Angoulême - Paroles et musique : Jean-Louis Winkopp - Direction musicale : Guy Boulanger - Trans-World (AP-3)
- 1975 : Chantons Ensemble 3 (Chansons de veillées) : Mon copain du bout du monde et Le temps passe trop vite par Jean Humenry et l'Equipage : Paroles Jean-Louis Winkopp - Musique Jean Humenry - Producteur Jean Humenry - Arc En Ciel (SM 30-647)
- 1976 : Spécial Jeunes par Line et Willy : Raconte-moi - Paroles Jean-Louis Winkopp - Musique Willy Boillod - Direction musicale Didier Levallet - Unidisc (UD 30 1311)
- 1981 : Jean Humenry : Juste un peu trop bronzé - Paroles Jean-Louis Winkopp - Musique Jean Humenry - Producteur Frank Thomas - Carrere (67 699)

En 2017, il écrit son premier livre Sur un air de rive gauche  paru aux éditions L'Harmattan dans la collection Cabaret, dans lequel il évoque sa carrière de chanteur au milieu du Paris populaire rive gauche des années 50 et 60.

## «Chauffe Marcel!»
Selon Claude Duneton, les deux fantaisistes Dupont et Pondu seraient à l’origine de l’expression « Chauffe Marcel ! ». Dans un de leurs sketchs écrit par Jean-Louis Winkopp (alias Jean-Louis Walmond) et diffusé à la télévision au début des années 1960, un soupirant chantait sous la fenêtre de sa belle, accompagné par un ami qui jouait de l'accordéon. Il ponctuait sa chanson de « Chauffe Marcel ! » répétés à l'adresse du musicien, parodiant le « Chauffe ! » utilisé par les musiciens de jazz pour s'encourager. Quelques années plus tard, le groupe Les Charlots a repris ce gag dans une chanson intitulée Je dis n'importe quoi, je fais tout ce qu'on me dit.
Enfin, en 1968, Jacques Brel, dans sa chanson Vesoul, a contribué à populariser cette expression, adressée à son accompagnateur, l'accordéoniste Marcel Azzola.

## Cinéma
En 1967 Dupont et Pondu apparaissent dans le film Le Dimanche de la vie de Jean Herman aux côtés de Danielle Darrieux et Jean Rochefort.

## Télévision
- Le 12 janvier 1967, accompagnés par l'orchestre de Raymond Lefèvre, Dupont et Pondu interprètent Les belles étrangères de Jean Ferrat dans l'émission de Guy Lux Le Palmarès des chansons.
- Le 25 décembre 1969 Dupont et Pondu apparaissent dans l'adaptation, par Jean-Christophe Averty, de Le Songe d'une nuit d'été  de William Shakespeare, aux côtés de Jean-Claude Drouot et Christiane Minazzoli.
- Le 22 décembre 1970 Dupont et Pondu apparaissent dans l'adaptation, par Jean-Christophe Averty, de Alice aux pays des merveilles de Lewis Carroll, aux côtés de Alice Sapritch et Francis Blanche.